# Juan José Paso (Argentine)
Pour les articles homonymes, voir Juan José Paso.
Juan José Paso est une localité argentine située dans le partido de Pehuajó, dans la province de Buenos Aires.

## Histoire
Elle porte le nom de Juan José Paso (1758-1833), membre du premier gouvernement autonome de l’Argentine, un des acteurs de l'indépendance du pays.

## Démographie
La localité compte 2 176 habitants (Indec, 2010), ce qui représente un déclin de 5 % par rapport au recensement précédent de 2001 qui comptait 2 296 habitants.

## Religion
| Diocèse  | Nueve de Julio             |
| -------- | -------------------------- |
| Paroisse | Nuestra Señora del Rosario |